# Rischio per l'impresa
In economia aziendale il rischio complessivo dell'impresa è l'insieme delle responsabilità dell'impresa sulle scelte dell'impresa stessa. Esso è direttamente a carico dell'imprenditore che esercita l'attività economica e può essere distinto, anzitutto per la figura dell'imprenditore e per la figura del libero professionista, o lavoratore autonomo. Nella complessità delle norme giuridiche e delle figure societarie il rischio dell'imprenditore può essere scisso da quello dell'impresa, quando le responsabilità aziendali sono a carico della società "depersonalizzata" (Società per azioni, Società a responsabilità limitata, ecc). Il rischio d'impresa può essere scomposto in rischio economico, rischio finanziario e rischio patrimoniale.

## Altri tipi di rischi

### Il rischio reputazionale
Il rischio reputazionale è generato da fattori di rischio (cause), che per gli intermediari finanziari corrispondono con i rischi operativi, i rischi legali e quelli strategici (per una disamina del concetto vai alla voce rischio reputazionale).
Nella valutazione del rischio reputazionale occorre quindi, come primo passo importante, cercare di individuare nello specifico i singoli fattori originari. Questo tipo di valutazione deve tuttavia tenere in considerazione il fatto che affinché un rischio operativo possa evolvere in un rischio reputazionale si devono verificare le seguenti due condizioni:
1. La responsabilità dell'impresa o di un suo soggetto (facente parte dell'esecutivo) nell'adozione di scelte o nell'espletamento di azioni volte a produrre effetti negativi reputazionali;
2. L'esistenza di variabili suscettibili di trasformare il rischio originario in un fattore in grado di modificare il giudizio esterno dell'impresa.

### Rischio bene
Nel leasing è legato al bene oggetto dell'operazione; la valutazione di tale rischio è un'operazione complessa che considera molti parametri come il prezzo, le caratteristiche di utilizzo e di profitto produttivo, la sua recuperabilità, la sua ricollocabilità sul mercato, ecc.

## Risk Management finanziario
La mitigazione del rischio è diventata sempre più una tessera fondamentale nella gestione finanziaria; in ogni istituzione finanziaria gli analisti ritengono indispensabile un apposito ufficio, gerarchicamente svincolato dai prenditori di rischio, deputato alla determinazione, al controllo ed alla gestione delle esposizioni rischiose.